# بنکسی
بنکسی (به انگلیسی: Banksy) نام مستعار هنرمند گرافیتی، فعال و منتقد سیاسی، کارگردان و نقاش بریتانیایی است؛ گمان می‌رود که وی هنرمند سوئیسی Maître de Casson است. اما او این را در وبسایت خود انکار می‌کند. او هنوز نام اصلی‌اش را فاش نکرده‌ است؛ گروهی از محققان انگلیسی او را با نام رابین گانینگهام معرفی کرده‌اند.
هنر خیابانی او طعنه‌آمیز و هجویه‌هایش خرابکارانه است. هنر او آمیزه‌ای از طنز سیاه و گرافیتی است که با تکنیک گرته‌برداری ویژه‌ای خلق می‌شود. آثار هنری او با محتوای سیاسی و اجتماعی در خیابان‌ها، دیوارها، و پل‌ها در شهرهای مختلف دنیا به تصویر درآمده‌است.
آثار بنکسی، محصول صحنه زیرزمینی بریستول است که شامل همکاری هنرمندان تجسمی و موسیقیدان‌ها بود. طبق نوشته‌های نویسنده و طراح گرافیک، تریستان مانکو و براساس کتاب هیچ جا مثل خانه خود آدم نمی‌شود، «بنکسی در سال ۱۹۷۴ در بریستول به دنیا آمد و درهمین شهر بزرگ شد. او فرزند یک تکنیسین دستگاه فتوکپی بود و مدتی شاگرد قصاب بود اما سرانجام طی دوران «شکوفایی اسپری» در اواخر دهه ۸۰ در بریستول با گرافیتی آشنا شد.» کسانی که کارهای او را می‌دیدند متوجه بودند که آثار او به بلک له رت شباهت دارد. له رت در ۱۹۸۱ کار با تکنیک گرته‌برداری را در پاریس آغاز کرد. به نظر می‌رسید کارهای بنکسی از آثار اعضای گروهِ آنارکو- پانک به نام کرَس هم متأثر بوده باشد. اعضای این گروه دراواخر دهه ۷۰ و اوایل دهه ۸۰ در کانال‌های لوله‌کشی لندن مسابقه‌های گرافیتی با تکنیک گرده‌برداری برپا می‌کردند، این گروه کماکان فعالند. هر چند بنکسی در وبسایت خودش بیان کرد که در واقع، اساس کارهایش را بر کارهای تری دی موسیقیدان و هنرمند گرافیتی از گروه مَسیو اَتَک قرار داده‌است. او چنین می‌گوید «نه، من از ۳d کپی می‌کردم، او واقعاً بلد است نقاشی بکشد.»
بنکسی که اعتقاد دولت به وندال بودن گرافیتی را قبول ندارد، هنرش را بر سطوح موجود در فضاهای عمومی به نمایش می‌گذارد و حتی تا آنجا پیش می‌رود که عناصر و حجم‌ها فیزیکی هم خلق کند. بنکسی خودش مستقیماً عکس‌های گرافیتی‌هایش را نمی‌فروشد، هر چند معلوم شده برگزارکنندگان حراج‌های هنری در تلاش هستند تا کارهای خیابانی او را در محلشان بفروشند و دردسر جابه‌جا کردن آن‌ها را به برنده حراج واگذار کنند.
اولین فیلم بنکسی، خروج از مغازه کادوفروشی برای اولین بار در جشنواره فیلم ساندنس ۲۰۱۰ به نمایش درآمد. فیلم در مارس۲۰۱۰ در انگلستان اکران شد. در ژانویه ۲۰۱۱، بنکسی نامزد جایزه اسکار برای بهترین فیلم مستند شد.

## حرفه

### کارهای اولیه (۲۰۰۱–۱۹۹۲)
بنکسی اولین گرافیتی‌های خود را به عنوان یکی از اعضای درای‌بریدزِ بریستول با دست آزاد و بین سال‌های ۱۹۹۰ تا ۱۹۹۴ کشید. همراهان او در این گروه کاتو و تس بودند. او تحت تأثیر دیگر هنرمندان محلی بود. در ابن زمان کارهای او به همراه نیک واکر، اینکی و ۳d جزئی از جامعه بزرگتر سن زیرزمینی بریستول بودند. از آغاز، گرده برداری وجه ممیز کارهای او -حتی کارهای دست آزادش- به‌شمار می‌رفت. تا سال ۲۰۰۰ او رویه خود را به استفاده کامل از گرده برداری تغییر داد به این ترتیب تکمیل هر اثر به زمان بسیار کمتری احتیاج داشت. بنکسی ادعا می‌کند زمانی تصمیم به استفاده از گرده برداری کرد که برای فرار از دست پلیس در یک کامیون حمل زباله پنهان شده بود متوجه شماره سریال کامیون شد که با تکنیک گرده برداری نوشته شده بود با بهره‌گیری از این تکنیک کارهای او بیشتر و بیشتر در بریستول و لندن مورد توجه قرار گرفت.
تصاویر کوبنده و طعنه‌آمیز بنکسی، اغلب با شعار در هم آمیخته‌است. کارهای او اغلب حاوی پیام‌های ضد جنگ، ضدسرمایه‌داری یا ضد دولت هستند. در اغلب آثار او، سوژه‌ها عبارتند از موش، میمون، پلیس، سرباز، کودک و افراد مسن.

### نمایشگاه‌ها (۰۳–۲۰۰۲)
در ۱۹ ژوئن ۲۰۰۲، اولین نمایشگاه بنکسی در لوس آنجلس و در گالری ۳/۱ ۳۳ افتتاح شد. عنوان نمایشگاه Existencilism بود، ترکیبی از کلمات Exist به معنای هستی و stencil به معنای گرده برداری.

بی‌نام ۲۰۰۴. بنکسی، بریک لین، ایست اند، لندن.

در ۲۰۰۳، در نمایشگاهی به نام «جنگ بر سر قلمرو» -نام نمایشگاه، Turf War، به معنای دقیقتر به منازعه بین گروه‌های تبهکار بر سر ناحیه‌ای مشخص اشاره دارد- که در یک انبار برگزار شد، بنکسی روی چند حیوان نقاشی کشید. گرچه (RSPCA) -انجمن سلطنتی ممانعت از ظلم به حیوانات- وضعیت را قابل قبول اعلام کرده بود اما یک فعال حقوق حیوانات به نشانه اعتراض خودش را به نرده‌ها زنجیر کرد. بنکسی بعد به هجویه‌سازی از نقاشی‌های معروف روی آورد. نمونه‌ای از این تلاش، برکه نیلوفرهای آبی اثر مونه بود. او نقاشی را با ترسیم یک برانکار و ترولی خرید در تصاویر منعکس شده در آب تغییر داد. نمونه دیگر شب زنده داران از ادوارد هوپر است. او نقاشی را به نحوی بازسازی کرد که بازنمایی لحظه‌ای باشد که افراد حاضر در تابلو به یک تماشاچی لات فوتبال نگاه می‌کنند که فقط تنکه‌ای با طرح پرچم انگلیس به تن دارد و چیزی را به سمت شیشه کافه پرتاب کرده‌است. این تابلوها در نمایشگاهی دوازده روزه در وستبرن گرووِ لندن در سال ۲۰۰۵ به نمایش درآمدند.
بنکسی، شپارد فیری، دموت و دیگران نمایشگاهی در انباری در اسکندریه واقع در سیدنی برپا کردند. بیش از ۱۵۰۰ از نمایشگاه بازدید کردند.

### اسکناس‌های ده پوندی تا برلی لیگال (۰۶–۲۰۰۴)
در اوت ۲۰۰۴، شوخی بنکسی با اسکناس‌های ۱۰پوندی عرضه شد. او مقادیری اسکناس تولید کرد که در آن‌ها سر ملکه با سر پرنسس دایانا جایگزین شده بود و به جای «بانک انگلستان» عبارت «بنکسی انگلستان» روی آن نوشته شده بود. کسی یک بغل از این اسکناس‌ها را روی جمعیتی که در کارناوال ۲۰۰۴ ناتینگهیل جمع شده بودند، ریخت. بعضی از کسانی که اسکناس‌ها را جمع کرده بودند حتی سعی کردند آن‌ها را در مغازه‌های محلی خرج کنند. این اسکناس‌ها در نمایشگاه گتوی سانتا به همراه کارت دعوت به بازدیدکنندگان هدیه داده شد. از آن زمان نمونه‌هایی از این اسکناس‌ها در eBay به فروش رسیده‌است. قیمت این شوخی‌های ۱۰ پوندی تا ۲۰۰ پوند نیز گزارش شده‌است. انبوه دیگری از این اسکناس‌ها در نزدیکی چادر ان‌ام‌ئی در جشنواره ردینگ از روی یک فنس به سمت جمعیت گرد آمده پرتاب شد. ۵۰ پوستر امضا شده شامل ۱۰ اسکناس چسبیده به هم، در سالمرگ پرنسس دایانا توسط پیکچرز آن والز، به قیمت ۱۰۰ پوند به فروش رسید. یکی از این پوسترها در حراج ۲۰۰۷ بونامس در لندن به قیمت ۲۴۰۰۰ پوند به فروش رسید.

مرد برهنه. بنکسی، خیابان پارک، بریستول. گرافیتی روی دیوار یک کلینیک سلامت جنسی اجرا شد و در پی محبوبیت آن شورای شهر تصمیم گرفت که اثر حفظ شود.

در اوت ۲۰۰۵، بنکسی طی سفری به سرزمین‌های فلسطینی، ۹ تصویر روی دیوار کرانه‌های غربی اسرائیل خلق کرد.
بنکسی در سپتامبر ۲۰۰۶ نمایشگاهی به نام برلی لیگال در لس آنجلس برپا کرد. در این نمایشگاه یک فیل واقعی به نمایش درآمد که با رنگ‌های صورتی و طلایی و با طرح‌هایی شبیه کاغذ دیواری، نقاشی شده بود. طبق آگهی‌هایی که در نمایشگاه پخش شد این اثر تلاش داشت تا توجه عمومی را به مسئله فقر جهانی معطوف کند. گرچه دپارتمان حقوق حیوانات اجازه استفاده از فیل را صادر کرده بود اما پس از دریافت چند شکایت از طرف فعالین حقوق حیوانات، فیل در روز آخر نمایشگاه، بدون رنگ به نمایش درآمد. صاحبان فیل ادعاهای مبنی بر اینکه با فیل بدرفتاری شده‌است را رد کردند و توضیح دادند که فیلشان در فیلم‌های خیلی زیادی بازی کرده و بنابراین به گریم شدن عادت دارد. علاوه بر آن بنکسی کارهایی ارائه کرد که در آن‌ها ملکه ویکتوریا به صورت یک همجنسگرا تصویر شده بود. در گروهی دیگر او هجویه‌هایی از آثار وارهول و داوینچی خلق کرد.

### اثر بنکسی (۰۷–۲۰۰۶)
کریستینا آگیلرا اصل تابلوی ملکه ویکتوریای بنکسی و دو پرینت از آن را به قیمت ۲۵۰۰۰ پوند خرید. بعد از آن در اکتبر ۲۰۰۶ مجموعه‌ای از نقاشی‌های بنکسی با موضوع کیت ماس در حراجی سادبیز لندن، ۵۰٬۴۰۰ پوند به فروش رفت تا رکورد جدیدی برای قیمت حراجی آثار بنکسی خلق کند. پرتره‌های او از ماس شامل شش لت چاپ سیلک متأثر از مجموعه معروف وارهول از مریلین مونرو بود. این مجموعه به پنج برابر قیمت پایه اش به فروش رسید. در همان حراج مونالیزای سبز بنکسی که از چشم‌هایش رنگ واقعی می‌ریخت، به قیمت ۵۷٬۶۰۰ پوند به فروش رسید. در دسامبر ۲۰۰۶، ماکس فوسترِ روزنامه‌نگار، اصطلاح «اثر بنکسی» را به وجود آورد تا تأثیر موفقیت بنکسی را در توجهی که به کار سایر هنرمندان خیابانی می‌شد، به تصویر بکشد.
در ۲۱ فوریه ۲۰۰۷، حراجی سادبیز در لندن سه کار دیگر را در معرض فروش قرار داد و به این ترتیب بالاترین رقم پرداختی برای کاری از بنکسی در یک حراجی به دست آمد: ۱۰۲٬۰۰۰ پوند برای Bombing Middle England. دو گرافیتی دیگر او هم به ترتیب به قیمت ۳۷٬۲۰۰ و ۳۱٬۲۰۰ پوند به فروش رسیدند. هر سه این آثار بسیار بیشتر از قیمت پیش‌بینی شده به فروش رسیدند. حراج روز بعد میزبان سه کار دیگر از بنکسی بود. قیمت‌ها به اوج خود رسیدند: Ballerina with Action Man Parts ، Glory و بینام (۲۰۰۴) هر سه با قیمتهایی به فروش رسیدند که به‌طور قابل توجهی بالاتر از پیش‌بینی‌های اولیه بودند. در اشاره به حال و هوای روز دوم حراج، بنکسی تصویر جدیدی در وبسایتش قرار داد که صحنه‌ای از یک حراجی را نمایش می‌داد در حالیکه مردم برای خرید قطعه‌ای التماس می‌کنند که می‌گوید «باورم نمی‌شود شما احمق‌ها این آشغال‌ها را می‌خرید». در فوریه ۲۰۰۷ صاحب‌خانه‌ای که کاری از بنکسی روی دیوار داشت، خانه‌اش را از طریق گالری رد پراپلر در معرض فروش گذاشت. خریداران احتمالی خانه تصمیم داشتند نقاشی دیواری را جدا کنند به همین دلیل در بروشور گالری این اثر، دیوارنگاره‌ای معرفی شد که به همراه یک خانه به فروش می‌رسد.

فرشته ازن. بنکسی، لندن، ۲۰۰۷. گرافیتی بنکسی که به یاد ازن اجرا شده‌است. این سومین کار بنکسی در این نقطه خاص است.

در آوریل ۲۰۰۷، سازمان حمل و نقل لندن (به انگلیسی: Transport for London)، روی کار بسیار شناخته شده‌ای از بنکسی را که صحنه‌ای از فیلم پالپ فیکشن را نمایش می‌داد، پوشاند. در این گرافیتی تراولتا و جکسون در حالی تصویر شده‌اند که به جای تفنگ، موز در دست دارند. سازمان معتقد بود که گرافیتی در کل، «جوی از فساد و غفلت» را در جامعه ایجاد می‌کند و کسانی که درگیر گرافیتی هستند «نه منتقد هنری که کلاشانی حرفه‌ای هستند». بنکسی دوباره در همان ناحیه برگشت و تصویر را دوباره کشید، البته این بار کاراکترها تفنگ واقعی در دست داشتند و لباس موزی پوشیده بودند. بعدتر، بنکسی روی پالپ فیکشن دوم را با گرافیتی دیگری پوشاند که ادای احترام او به هنرمند گرافیتی درگذشته، اُزُن محسوب می‌شد. اُزُن ۱۹ ساله به همراه هنرمند دیگری به نام وانتس در ژانویه ۲۰۰۷ توسط یک قطار زیرزمینی در شرق لندن، زیر گرفته شده بودند. گرافیتی جدید عبارت بود از فرشته‌ای که جلیقه ضد گلوله به تن دارد و جمجمه‌ای در دست گرفته‌است. علاوه بر آن بنکسی در سایتش نوشت:
«آخرین باری که اینجا آمدم، مزخرفی کشیدم از دو تا مرد که لباس موز پوشیدن و تفنگ به دست گرفته‌اند. چند هفته بعد، نویسنده‌ای به اسم اُزُن کل کار را زیر سؤال برد و نوشت: اگر بعدیش بهتر باشد دیگر کاری به کارش ندارم. وقتی ازن از بین ما رفت، ما یک گرافیتی نویس نترس و این‌طور که پیداست یک منتقد نکته‌بین را از دست دادیم. ازن- آسوده بخواب».
در ۲۷ آوریل ۲۰۰۷، کارهای بنکسی رکورد جدید در قیمت به دست آوردند، قطعه Space Girl & Bird در حراجی بونام به قیمت ۲۸۸٬۰۰۰ پوند به فروش رسید -حدود ۲۰ برابر قیمت تخمینی اولیه-. در ۲۱ می ۲۰۰۷ بنکسی جایزه هنری برترین بریتانیایی زنده (به انگلیسی: Greatest living Briton) را به دست آورد. همانگونه که انتظار می‌رفت، بنکسی در مراسم حاضر نشد تا کماکان ناشناس باقی بماند. در ۴ ژوئن ۲۰۰۷، گزارش شد که قطعه Drinker به سرقت رفته‌است. در اکتبر ۲۰۰۷، بخش بزرگی از کارهای بنکسی در حراجی بونام در لندن در معرض فروش قرار گرفت. آثار به حدود دو برابر قیمت تخمینی به فروش رسیدند.

بوسیدن مردان پلیس

بنکسی در وبسایتش، بیانیه‌ای منتشر کرد. در ۱۸ ژانویه ۲۰۰۸، بیانیه بنکسی با Graffiti Heroes No.۰۳ جایگزین شد که تلاش‌های پیتر چپل در دهه ۷۰ را شرح می‌داد. او از طریق گرافیتی برای آزاد کردن جرج دیویس تبلیغ می‌کرد. از ۱۲ اوت ۲۰۰۹، او از سخنان کمدین امو فیلیپس وام گرفت: «بچه که بودم هر شب دعا می‌کردم که خدا بهم دوچرخه بده، بعد فهمیدم خدا اینجوری کار نمی کنه. برای همین یه دوچرخه دزدیدم و هر شب برای آمرزش دعا کردم».
در فیلم فرزندان انسان تعدادی از کارهای بنکسی به نمایش درآمد، از جمله دو پلیسی که در حال بوسیدن هم هستند و کودکی که به سمت پایین به یک مغازه نگاه می‌کند.
بنکسی که از سوی هیچ‌کدام از گالری‌هایی که کارهای او را دست دوم می‌فروشند نمایندگی نمی‌شود، ادعا کرد، اولین نمایشگاه بزرگ او در نیویورک که توسط گالری ونینا هولاسک در نیویورک برپا شده بود فاقد مجوز بوده‌است. در این نمایشگاه ۶۲ نمونه از نقاشی‌ها و کارهای چاپی بنکسی به نمایش درآمد.

### ۲۰۰۸
در مارس ۲۰۰۸، یک گرده برداری گرافیتی روی برج تیمز واتر در نزدیکی پیچ هلند پارک دیده شد. اعتقاد عمومی بر این بود که کار به بنکسی تعلق دارد. گرافیتی کودکی را نشان می‌داد که با رنگ نارنجی برچسب «Take this Society» را رنگ می‌کند. سخنگوی شهرک‌های هامرسمیت و فولهام لندن، گرگ اسمیت از طرف شورای شهر کار را به وندالیسم تعبیر کرد و دستور اکید به پاک کردن اثر داد. ظرف سه روز کارگران شورای شهر دستور را اجرا کردند. بین سوم تا پنجم می ۲۰۰۸، بنکسی در لندن نمایشگاهی برپا کرد که جشنواره کن نامیده می‌شد. نمایشگاه در تونلی در خیابان لیک برگزار شد که سابقاً محل عبور و مرور قطار سریع‌السیر یورواستار، بود. از هنرمندان گرافیتی خواسته شده بود زیر ایستگاه واترلوی لندن در این تونل آثار خود را خلق کنند. آن‌ها در خلق آثار خود آزاد بودند، تنها محدودیت این بود که یک گرافیتی نباید گرافیتی دیگری را بپوشاند. هنرمندان از جمله بلک له رت، بروکن کرو، سی ۱۲۵، کارتیان، هیرو، پیورر ایول، دالک، داتمستر، جی. گلاور، بن این، فلوس، جف آئروسل، تام سیویل رودسورث و استن، مستر برینواش و لکس. [نیازمند منبع]

تاب بازی. بنکسی، نیواورلئان

در اواخر اوت ۲۰۰۸، در سومین سالگرد توفان کاترینا، بنکسی مجموعه کاری در نیو اورلئان و لوئیزیانا ارائه داد. گرافیتی‌های او عمدتاً روی دیوار بناهایی خلق شدند که پس از توفان، متروک باقی‌مانده بودند. یکی از گرافیتی‌های که به بنکسی منسوب شد در یک پمپ بنزین، متروک در حوالی انسلی در بیرمنگامِ آلاباما در روز ۲۹ اوت، در حالی خلق شد که توفان گوستاو به محدوده نیواورلئان نزدیک می‌شد. نقاشی یک عضو شنل پوش گروه کوکلاکس کلان را نشان می‌دهد که به دار زده شده‌است. اثر خیلی زود ابتدا با اسپری مشکی پوشانده شد و بعد از آن کلاً حذف شد. اولین نمایشگاه رسمی بنکسی در نیویورک با عنوان «Village Pet Store And Charcoal Grill» در ۵ اکتبر ۲۰۰۸، آغاز به کار کرد. در ویترین گالری تعدادی حیوان انیماترونیک (به انگلیسی:animatronic) به نمایش درآمد از جمله خرگوشی که جلوی یک آینه مشغول آرایش است و یک مرغ مادر با جوجه‌هایی از جنس ناگت‌های مرغ مک دونالد که به یک پاکت سس باربکیو نوک می‌زنند.
در اکتبر ۲۰۰۸، شورای شهر وست مینستر اعلام کرد، گرافیتی «One Nation Under CCTV»، حذف خواهد شد. شورا اعلام کرد که اساساً هر گونه گرافیتی صرف نظر از شهرت خالق آن پاک خواهد شد. شورا حتی دقیقاً به بنکسی اشاره کرد: «حق بنکسی برای گرافیتی از یک کودک بیشتر نیست». رابرت دیویس رئیس کمیته برنامه‌ریزی شورای شهر به روزنامه تایمز چنین گفت: «اگر ما از این چشم پوشی کنیم، در واقع تأیید کرده‌ایم که هر بچه‌ای با یک قوطی اسپری، یک هنرمند است». گرافیتی مورد بحث در آوریل ۲۰۰۹ پاک شد. در دسامبر ۲۰۰۸ The Little Diver، کاری از بنکسی در ملبورن استرالیا که راننده‌ای را در لباس سربازی نشان می‌داد، تخریب شد. تصویر با یک ورقه پرپلکس شفاف حفاظت می‌شد اما رنگ نقره‌ای از پشت ورق محافظ به تصویر نشت کرد. بعداً روی رنگ نقره‌ای نوشتند «بنکسی اینجا بود». این گرافیتی تقریباً به‌طور کامل محو شد.

### جشنواره کن
جشنواره کن یک جشنواره هنر شهری بود که از سوم تا پنجم می ۲۰۰۸ در لندن توسط بنکسی برگزار شد. نام جشنواره به نوعی بازی با نام جشنواره فیلم کن بود، از معتبرترین جوایز سینمایی که هر ساله در کن فرانسه برگزار می‌شود. محل برگزاری نمایشگاه یک تونل متروک در خیابان لیک بود.
بنکسی از ۳۹ هنرمند از همه جای دنیا برای حضور در جشنواره دعوت کرد. از جمله کسانی که آثارشان را در جشنواره کن در معرض نمایش گذاشتند استن لکس، بساس استنسیل، فِیل، پریسم، بلک، سی ۱۲۵، ویلز، وکستا، جان گریدر، داتمستر، بی توی و لوگان هیکس بودند.

### ۲۰۰۹
در می ۲۰۰۹، بنکسی استیو لازاریدس مدیر برنامه‌هایش را کنار گذاشت و اعلام کرد از این پس پِست کنترل (به انگلیسی: Pest Control) تنها مرجع فروش آثار جدید او خواهد بود. در ۱۳ ژوئن ۲۰۰۹، نمایشگاهی با عنوان Banksy UK Summer  در موزه و گالری هنری شهر بریستول افتتاح شد که بیش از ۱۰۰ کار هنری از بنکسی را در معرض نمایش می‌گذاشت از جمله انیماترونیک و چیدمان. تا این سال، این بزرگترین نمایشگاه بنکسی بود که ۷۸ کار جدید از او را به نمایش می‌گذاشت. واکنش به نمایشگاه در کل مثبت بود و بیش از ۸۵۰۰ نفر در اولین هفته از نمایشگاه بازدید کردند. طی یک دوره ۱۲ هفته‌ای، نمایشگاه بیش از ۳۰۰٬۰۰۰ بازدیدکننده داشت. در سپتامبر ۲۰۰۹، کاری از بنکسی که هجویه‌ای از خانواده سلطنتی انگلیس بود توسط شورای شهر هاکنی تخریب شد. این اقدام پس از آن صورت گرفت که شورای شهر اخطاری مبنی بر لزوم حذف گرافیتی به آدرس پیشین صاحب ملک فرستاد. این نقاشی دیواری در سال ۲۰۰۳ برای روی جلد تک آهنگ Crazy Beat از گروه Blur کشیده شده بود. گزارش شد که خانم صاحب ملک که اجازه کار را به بنکسی داده بود با گریه شاهد رنگ کردن روی نقاشی بود.
در دسامبر ۲۰۰۹، در پایان کنفرانس تغییرات اقلیمی سال ۲۰۰۹ سازمان ملل متحد بنکسی نگرانی خود در این زمینه را با چهار دیوارنگاره به نمایش گذاشت. یکی از آن‌ها دربردارنده عبارت «من به گرمایش زمین اعتقاد ندارم» بود. حروف این جمله در حال آب شدن بودند.
بین بنکسی و کینگ روبو همیشه خصومتی قدیمی و نوعی جنگ گرافیتی در جریان بود. این دشمنی کهنه زمانی به اوج رسید که شایع شد که گرافیتی کشیده شده روی یکی از کارهای روبو، متعلق به بنکسی بوده‌است. نتیجه این کشمکش جدید گرافیتی نویسی‌های متعدد از افراد گوناگون روی کارهای بنکسی بود.

محل منازعات دیواری کینگ روبو و بنکسی، کامدن، لندن.

### خروج از مغازه کادو فروشی (۲۰۱۰)
در ۲۴ ژانویه ۲۰۱۰ فیلم خروج از مغازه کادو فروشی برای اولین بار در چهارچوب جشنواره ساندنس در پارک سیتی واقع در یوتا پخش عمومی شد. بنکسی به منظور ایجاد ارتباط با اکران فیلمش ۱۰ نمونه گرافیتی در قسمت‌های مختلفی از پارک سیتی و سالت لیک سیتی خلق کرد. در فوریه همان سال بنای تاریخی «The Whitehouse» واقع در لیورپول که در فهرست میراث تاریخی و معماری انگلیس ثبت شده بود، در یک حراج به قیمت ۱۱۴٬۰۰۰ پوند به فروش رسید. روی دیوار جنبی ساختمان طرح یک موش عظیم از بنکسی وجود داشت. در مارس ۲۰۱۰، «Forgive us our Trespassing» در مسیر زیرزمین لندن عرضه شد. طرح می‌بایست بدون هاله دور سر پسرک به نمایش درمی‌آمد، چند روز بعد هاله اضافه شد و بعدتر مسئولین تبلیغات مترو اقدام به حذف آن کردند. عرضه این کار از سوی آرت بیلو (به انگلیسی: Art Below) برنامه‌ریزی شد که یک سازمان عمومی هنری واقع در لندن است. در آوریل ۲۰۱۰، شورای شهر ملبورن در استرالیا اعلام کرد که ناخواسته آخرین کار باقی‌مانده از بنکسی در ملبورن را نیز با رنگ پوشانده‌اند. این آخرین کار با عنوان «Parachuting Rat» زینت بخش دیوار یکی از ساختمان‌های قدیمی شورای شهر بود. این در حال بود که در ۲۰۰۸، وقتی عده‌ای به قصد خرابکاری روی کاری از بنکسی رنگ خالی کرده بودند، سخنگوی شورای شهر اعلام کرد که تدابیر پیش گیرانه‌ای برای حفظ «سایر آثار هنری مشهور یا مهم» اتخاذ خواهد کرد. در آوریل ۲۰۱۰، هم‌زمان با اکران خروج از مغازه کادو فروشی در سانفرانسیسکو، ۵ کار مختلف از بنکسی در نقاط مختلف شهر ظاهر شد. گفته شد بنکسی برای اجازه گرافیتی روی دیوار بنایی در چایناتاون سانفرانسیسکو ۵۰ دلار به صاحب ملک پرداخت کرده‌است. در اوایل می ۲۰۱۰، هفت کار جدید از بنکسی در تورنتو کانادا، دیده شد. هر چند که بیشتر این گرافیتی‌ها خیلی زود از محل منتقل شدند یا رویشان پوشانده شد. در می ۲۰۱۰، هم‌زمان با اکران فیلمش در رویال اوک بنکسی از دیترویت دیدن کرد و ردپایش را در نقاط مختلف دیترویت و وارن باقی گذاشت. اندکی پس از ظهور گرافیتی‌های دیترویت، یکی از آن‌ها که پسری را با قوطی رنگ قرمز در کنار عبارت «I remember when all this was trees» نشان می‌داد توسط نگارخانه و کارگاه هنر غیرانتفاعی ۵۵۵ از محل منتقل شد. ۵۵۵ اعلام کرد قصد فروش اثر را ندارد اما تصمیم دارد آن را حفظ کند و در نگارخانه‌اش واقع در دیترویت به نمایش بگذارد. غیر از این تلاشی هم برای منتقل کردن «Diamond Girl»، یکی از گرافیتی‌های بنکسی در وارن صورت گرفته بود.

اثری به نام «پسر یک مهاجر سوری» که در واکنش به سیل پناهجویان جنگ‌زده به غرب کشیده شد و اشاره به تبار سوریه‌ای استیو جابز دارد.

در ژانویه ۲۰۱۱، مستند بنکسی نامزد اسکار بهترین فیلم مستند شد. به این مناسبت بنکسی بیانیه‌ای صادر کرد: «این خبر واقعاً مایه غافلگیری است… من با ایده پشت برگزاری مراسم اهدای جوایز موافق نیستم ولی حاضرم که برای این نامزدی خاص استثناء قایل شوم، آخرین مرد لختی که با رنگ طلایی پوشیده شده باشد و در خانه من حضور داشته باشد، خودم بوده‌ام.» در حالی که زمان اهدای جوایز نزدیک می‌شد، بنکسی در سراسر لوس آنجلس گرافیتی‌های متعددی خلق کرد. عده زیادی گمان می‌بردند بنکسی با لباس مبدل و به صورت ناشناس در مراسم حضور پیدا می‌کند و در صورت برنده شدن، با حضور ناگهانیش همه را غافلگیر می‌کند اما اسکار بهترین مستند آن سال به «Inside Job» رسید. در اوایل مارس ۲۰۱۱، با یک گرافیتی در وستون در انگلستان به اسکار واکنش نشان داد: دختر کوچکی با قیافه‌ای ناراضی که مجسمه اسکار را به دست گرفته‌است. تصور بر این بود که کار به لارای پانزده‌ماهه اشاره دارد که مجسمه اسکار پدرش -سیمون ایگان، به عنوان تهیه‌کننده فیلم سخنرانی پادشاه- را به زمین انداخته بود. خروج از مغازه کادو فروشی، در سیزدهم اوت ۲۰۱۱، از شبکه چهار تلویزیون عمومی بریتانیا پخش شد.

### ۲۰۱۱
در می ۲۰۱۱، لیتوگرافی از بنکسی منتشر شد که یک بمب بنزینی -کوکتل مولوتف- روشن را نشان می‌داد. این بمب با یک بطری مارک تسکو ولیو ساخته شده بود. اثر بنکسی در ادامه اعتراض‌های گسترده‌ای منتشر شد که علیه افتتاح شعبه جدیدی از تسکو اکسپرس در بریستول صورت گرفتند. در منطقه استوکس کرافت برخوردهای خشونت‌آمیزی بین پلیس و معترضان صورت گرفت. ظاهراً بنکسی پوسترش را برای جمع‌آوری پول در جهت حمایت از گروه‌های محلی در استوکس کرافت و پرداخت هزینه‌های دادگاه دستگیرشدگان طراحی کرده بود. پوسترها به صورت انحصاری در نمایشگاه کتاب آنارشیستهای استوکس کرافتف به فروش رسیدند.
در ماه دسامبر، بنکسی از مجسمه اش به نام Cardinal Sin در گالری هنری واکر در لیورپول پرده برداری کرد. اثر مجسمه بالاتنه‌ای از یک کشیش را نشان می‌داد که صورتش شطرنجی شده بود. این مجسمه در واکنش به رسوایی آزار جنسی کودکان در کلیسای کاتولیک بود.

### ۲۰۱۵ کلیپ «بنکسی در غزه»

سوراخ روی دیوار حائل. بنکسی، دیوار حائل کرانه باختری رود اردن، بیت لحم. نمونه‌ای از نه گرافیتی بنکسی روی دیوار

در فوریهٔ ۲۰۱۵ بنکسی کلیپی به نام «امسال را سالی کن که مقصدی جدید کشف می‌کنی» دربارهٔ سفرش به نوار غزه منتشر کرد. بنکسی طی سفرش به غزه چند اثر هنری خلق کرد که یکی از آن‌ها گربه‌ای بود روی خرابه‌های خانه‌ای که اسرائیل ویرانش کرده بود («می‌خواستم عکس‌های تخریب غره را در وب‌گاهم نشان دهم، اما در اینترنت مردم فقط به تصاویر گربه‌ها نگاه می‌کنند») و دیگری چند کودک که تاب‌بازی می‌کنند و تاب‌ها از یک برج دیدبانی آویزان‌اند. تبلیغاتچی او به نیویورک تایمز گفته بود:
نمی‌خواهم طرف فلسطین یا اسرائیل را بگیرم. اما وقتی می‌بینی کل محله‌های حومهٔ شهر به تلی از خاک مبدل شده و هیچ امیدی هم به آینده نیست، شهر رنگ می‌بازد و در واقع داری به یک مرکز بزرگ عضوگیری برای تروریست‌ها نگاه می‌کنی. به خاطر خودمان هم که شده باید این مشکل را رفع کنیم.
منابع اسرائیلی از چند بی‌دقتی در روایت ویدئو خبر داده‌اند. بنا بر ویدئو «از زمان بمباران، اجازه نداده‌اند هیچ سیمانی وارد غزه شود» اما در حال حاضر اسرائیل اجازه مقادیر محدودی از سیمان وارد غزه شود. همچنین ویدئو می‌گوید هیچ راهی جز تونل‌های غیرقانونی برای رفتن به منطقه وجود ندارد اما هم‌اکنون گذرگاه بیت حانون بر روی ساکنان عرب باز است. اما گذرگاه رفح با مصر، بسته‌است.

## آثار هنری قابل توجه

یکی از نسخه‌های دختر با بادکنک، که از معروفترین آثار بنکسی است.

در واکنش به موضوع شهرت شخصی، بنکسی نظرش را چنین بیان کرده‌است «ما دیگر قهرمان لازم نداریم؛ چیزی که می‌خواهیم کسی است که آشغال‌ها را دم در بگذارد». به هر حال، علاوه بر آثار شناخته شده اش، بنکسی برخی دیگر از آثار مهم را نیز به خودش نسبت داده‌است:
- در باغ وحش لندن او به وارد محوطه پنگوئن‌ها شد و با حروفی به ارتفاع ۲/۱ متر نوشت «ماهی دیگه تکراری شده».[۷۹]
- در باغ وحش بریستول و در محوطه فیل‌ها او این پیغام را باقی گذاشت «می خوام برم بیرون. اینجا خیلی سرده. نگهبان بو می ده. کسل‌کننده. کسل‌کننده. کسل‌کننده»[۸۰]
- در می ۲۰۰۵، روایت بنکسی از یکی از نقاشی‌های باقی‌مانده از انسان‌های نخستین در گالری چهل و نه موزه بریتانیا در لندن به نمایش گذاشته شد. نقاشی انسانی را نشان می‌دهد که در حالی که ترولی خرید به همراه دارد به دنبال شکار حیوانات وحشی است. در پی روشن شدن وضعیت خالق اثر، این نقاشی به گنجینه موزه منتقل شد.[۸۱]
- در اوت ۲۰۰۵، بنکسی نه تصویر روی دیوار حائل کرانه باختری رود اردن کشید. از آن جمله نردبانی که تا بالا و روی دیوار کشیده شده بود و بچه‌هایی که در حال کندن سوراخی در میان دیوار هستند.[۸۲][۸۳][۸۴]
- در آوریل ۲۰۰۶، بنکسی مجسمه‌ای بر پایه یک کیوسک تلفن قرمز مچاله شده ساخت. تبری در کیوسک فرورفته بود و کیوسک در حال خون‌ریزی بود. این مجسمه در گوشه‌ای از خیابان سوهو در لندن قرار گرفت و بعدتر توسط شورای شهر وست مینستر جمع‌آوری شد. گروه بی تی بیانیه‌ای رسمی به مضمون زیر صادر کرد: «این بیانیه تصویری فوق‌العاده‌ای است که تحول بی تی را از یک شرکت ارتباطی سنتی به یکی مجموعه مدرن بیان می‌کند.»[۸۵]
- در جون ۲۰۰۶، بنکسی مرد برهنه‌ای را کشید که از پنجره‌ای آویزان شده بود. تصویر از خیابان پارک در مرکز بریستول قابل رویت بود. این گرافیتی موجب برپا شدن مناقشه‌ای با شورای شهر بریستول شد و تصمیم برای باقی‌ماندن یا پاک کردن آن به نظر سنجی گذاشته شد.[۸۶] تصویر باقی‌ماند و بعدتر توسط دیگر هنرمندان گرافیتی با رنگ آبی پوشانده شد.[۸۷]
- در اوت و سپتامبر ۲۰۰۶، بنکسی بیش از پانصد نسخه از سی دی‌های اولین آلبوم پاریس هیلتون به نام پاریس را در چهل و هشت فروشگاه مختلف در سراسر بریتانیا با سی دی‌هایی که خودش روی جلدشان را طراحی کرده بود و حاوی ریمیکس‌هایی از دانجر ماوس بودند، عوض کرد. آهنگ‌های این آلبوم‌های ابداعی عناوینی داشتند نظیر «من چرا مشهورم؟» «من چه کار کرده‌ام؟» و «من چرا هستم؟» پیش از اینکه مسئولین فروشگاه‌ها متوجه شوند و این آلبوم‌ها را جمع‌آوری کنند تعدادی از آن‌ها فروش رفته بود. بعدتر بعضی از این آلبوم‌ها در حراج‌های آنلاین تا قیمت هفتصد و پنجاه پوند هم به فروش رسیدند. روی جلد این سی دی‌ها تصویر دستکاری شده پاریس هیلتون را در حالی نشان می‌داد که به نظر می‌رسید بالاتنه او برهنه است. یکی دیگر از روی جلدها هیلتون را در حالی نمایش می‌داد که سر یک سگ را روی گردن دارد. در نمونه دیگری تصویری از او در حال پیاده شدن از یک ماشین گرانقیمت با تصویر عده‌ای بی خانمان مونتاژ شده بود. عنوان این روی جلد این بود «خودنمایی نود درصد از موفقیت است.»[۸۸][۸۹][۹۰]
- در سپتامبر ۲۰۰۶، بنکسی یک عروسک بادی را به صورت زندانیان زندان گوانتانامو درآورد. او یک سرهمی نارنجی زندان به عروسک پوشاند و یک کیسه سیاه‌روی سر آن کشید و به دست‌هایش دستبند زد. بنکسی در نهایت عروسک را در میانه مسیر راه‌آهن بیگ مانتین در دیزنی لند قرار داد.[۹۱][۹۲]

## تکنیک
گرده برداری به‌طور سنتی عبارت است از چاپ کردن یا ترسیم دستی طرحی روی ورقه‌هایی از جنس استات -به انگلیس acetate- یا مقوا است. این طرح‌ها بعداً بریده می‌شوند تا رنگی که روی ورقه پاشیده می‌شود از فضاهای منفی عبور کرده و طرح مورد نظر را روی سطح نهایی کار که زیر ورق بریده شده قرار می‌گیرد ایجاد کند. به جهت طبیعت رمزآلود کارها و هویت بنکسی، دقیقاً معلوم نیست تکنیک مورد استفاده او در خلق آثاری که به شیوه گرده برداری ایجاد می‌شوند، چیست. هرچند احتمال می‌رود که او از کامپیوتر برای اجرایی کردن طرح‌هایش استفاده می‌کند.
بنکسی در کتابش دیوار و صلح -به انگلیسی Wall and Piece- اشاره کرده‌است که در آغاز کار، سرعتش به قدری پایین بوده که یا حین کار گیر می‌افتاد یا مجبور می‌شد کار را در چند نوبت به اتمام برساند. به این ترتیب او مجموعه‌ای از الگوهای پیچیده گرده برداری آماده کرد تا در زمان صرفه جویی کند و در عین حال مانع از آمیخته شدن رنگ‌ها در هم شود.
در دنیای هنر خیابانی حق استفاده از گرده برداری یکی از بحث‌های معمول است. بسیاری از هنرمندان گرافیتی گرده برداری را تقلب می‌دانند.

## درونمایه‌های سیاسی و اجتماعی

دیوارنگاره ای از بنکسی در ولز به نام Season's Greetings، با رویکرد چپ‌گرایانه

تا وقتی نظام سرمایه‌داری از هم نپاشد نمی‌شود برای تغییر جهان کاری کرد، در این میان تنها کاری که برای تسلای خود می‌توانیم بکنیم خرید کردن است.
بنکسی، دیوار و صلح
کارهای بنکسی جهت‌گیری‌های مشخص سیاسی و اجتماعی دارد. درونمایه بسیاری از کارهای او را مفاهیم ضد جنگ، ضدسرمایه‌داری، ضد فاشیسم، ضد امپریالیسم، آنارشیسم، نهیلیسم و اگزیستانسیالیسم تشکیل می‌دهد. به علاوه او برخی خصوصیات انسانی را نیز به نقد می‌کشد؛ طمع، بی‌چیزی، دورویی، ملال، بیهودگی، ناامیدی و از خود بیگانگی. هر چند کارهای بنکسی بر تصویرسازی‌های بصری و پیکرسازی برای به نمایش گذاشتن پیامهایش تکیه دارد، اما در برخی کتاب‌هایش نظرات صریح سیاسی نیز مطرح کرده‌است. می‌توان لیست «به چه کسانی می‌توان شلیک کرد» او را چنین خلاصه کرد: «اراذل فاشیست، بنیادگراهای مذهبی و آدم‌هایی که لیستی از کسانی درست می‌کنند که شلیک به آنها مجاز است» بنکسی که همواره دیدگاه‌های سیاسیش را در لفافه‌ای از طنز بیان می‌کند می‌گوید: «گاهی وضع موجود جهان آنقدر حالم را بد می‌کند که نمی‌توانم بقیه پای سیبم را بخورم.»

## هویت
شایعات و نظریات گوناگونی در مورد هویت بنکسی وجود دارد. طبق بیشترین شایعات اسم بنکسی شاید رابین بنکس یا رابین گانینگهام باشد.
در سال ۲۰۰۴، عکسی منتسب به بنکسی در جامائیکا و در زمان انجام پروژه تصادم فرهنگ‌ها منتشر شد. در اکتبر سال ۲۰۰۷، وبسایت بی‌بی‌سی در پرونده‌ای مخصوص به بنکسی تصویری را به نمایش گذاشت که ظاهراً او را نشان می‌داد. این عکس توسط عابری در بثنال گرین در لندن گرفته شد. ادعا شده بود که عکس بنکسی را به همراه دستیاری نشان می‌دهد که در حال کار کردن روی یک داربست است. در این پرونده بی‌بی‌سی تأیید می‌کند که شورای شهر تاور هملتس تصمیم گرفته‌است تمام آثار بنکسی را به عنوان نمونه‌هایی از وندالیسم تخریب کند. با این عکس‌ها بنکسی به عنوان رابین گانینگهام شناسایی شد. مردی متولد ۲۸ ژوئیه ۱۹۷۳. گانینگهام در کاتدرال اسکول بریستول تحصیل کرده‌است -این آکادمی به صورت تخصصی به موسیقی می‌پردازد- و به گفته یکی از دوستان سابقش در هنرهای تجسمی بینهایت با استعداد بود. گانینگهام مدتی با هنرمندی به نام لوک ایگان زندگی می‌کرد. در حدود سال ۲۰۰۰، گانینگهام به لندن مهاجرت کرد تا در آپارتمانی در هکنی زندگی کند، تعدادی از مهم‌ترین کارهای بنکسی در حوالی همین مکان ظاهر شدند. در آن دوران گانینگهام با جیمی ایستمن زندگی می‌کرد. ایستمن در یک کمپانی ضبط موسیقی کار می‌کرد که از تصویرسازی‌های بنکسی استفاده می‌کرد.
پژوهشگران در دانشگاه کویین مری لندن با استفاده از تکنیک آماری «هویت‌یابی مبتنی بر مکان» (geographical profiling) و با بررسی شیوه توزیع گرافیتی‌های معروف بنکسی، هنرمند بریتانیایی، حدسی را که پیشتر دربارهٔ هویت این هنرمند زده شده بود، تأیید کرده‌اند.
بر اساس این تحقیقات، بنکسی ممکن است فردی به نام رابین گانینگهام باشد.
در می ۲۰۰۹، نشریه میل آن ساندی یک بار دیگر بحث گانینگهام و بنکسی را پیش کشید. این بحث با انتشار عکسی مجدداً آغاز شد که در سال ۲۰۰۴ در شرق لندن گرفته شده بود. این عکس گرافیتی موشی را نشان می‌داد که پرتره‌ای از خودش را روی تابلویی در دست گرفته بود. پرتره گانینگهام را نشان می‌داد. تایمز و ایونینگ استاندارد نیز به این داستان پرداختند.
در واکنش به این گمانه زنی‌ها، کارگزار بنکسی نپذیرفت که ادعای گانینگهام بودن بنکسی را رد یا تأیید کند.
در می ۲۰۰۷، مقاله مفصلی به قلم لورن کالینز در نیویورکر به چاپ رسید که مناقشه هویت بنکسی را دوباره به میان می‌کشید. در این مقاله عکس منسوب به بنکسی در جامائیکا که پیش از آن در ایونینگ استاندارد به چاپ رسیده بود، دوباره چاپ شد.
سایمون هاتستون از گاردین آنلیمیتد از معدود کسانی است که شخصاً با بنکسی مصاحبه کرده‌است. او ظاهر بنکسی را ترکیبی از جیمی نیل و مایک اسکینر -رپر انگلیسی- توصیف می‌کند؛ مرد ۲۸ ساله‌ای با شلوار جین که یک دندان نقره، زنجیر و یک گوشواره نقره داشت. در همین مقاله بنکسی گفته بود که والدینش فکر می‌کنند او نقاش و دکوراتور است.
بنکسی خود در وبسایتش، چنین می‌گوید: «من قادر نیستم نظر بدهم بنکسی ممکن است کی باشد و کی نباشد؛ ولی هر کسی که بقیه می‌گویند خوب نقاشی می‌کشد به نظر من نمی‌تواند بنکسی باشد.»

## نقد
پیتر گیبسون سخنگوی سازمان Keep Britain Tidy، کارهای بنکسی را وندالیسم محض می‌خواند، از دایان شکسپیر، از مسئولین همین مجموعه، ابراز نگرانی شده که کارهای بنکسی چیزی را ارزشمند نشان می‌دهد که در ذات صرفاً خرابکاری است. طنزنویس چارلی بروکر در ستونش در نشریه گاردین کارهای بنکسی را برای احمق‌ها، هوشمندانه می‌داند.
بنکسی به صورت مدام به خاطر تقلید از بلک له رت مورد انتقاد قرار گرفته‌است. له رت در اوایل دهه هشتاد در پاریس آثاری در سایز واقعی و با تکنیک گرده برداری خلق می‌کرد. له رت این دسته از نقدها را قبول ندارد. او تصریح کرده‌است که مایه افتخار اوست که منبع الهام «هنرمندی به این خوبی» باشد. در اوایل سال ۲۰۱۱ له رت در حال تکمیل نقاشی دیواری که بنکسی در سانفرانسیسکو کشیده بود دیده شده‌است.
به هر صورت بعدتر در همان سال، در مستند جنگ گرافیتی، له رت موضع دیگری اتخاذ کرد، او چنین گفت:
«وقتی مریم و نوزاد یا موش‌های بنکسی را می‌بینم، برای من واضح است که ایده کار از کجا می‌آید. این عصبانی‌ام می‌کند. وقتی هنرمند باشی باید از تکنیک‌های خودت استفاده کنی. سخت است که تکنیک و سبکی پیدا کرده باشی و وقتی کسی را می‌بینی که کس دیگر دارد از این تکنیک استفاده می‌کند و بازتولیدش می‌کند، طبعاً خوشت نمی‌آید. من در مورد درستکاری و شخصیتش نظری ندارم. شاید وقتش باشد که بنکسی خودش را به ما نشان بدهد تا ببینیم چه طور آدمی است.»

## کتابشناسی
بنکسی شخصاً تعدادی کتاب منتشر کرده‌است که شامل تصاویر کارهایش در کشورهای مختلف جهان، تابلوها و نمایشگاه‌هایش به همراه نوشته‌هایی از خودش می‌شود:
- Banksy, Existencilism (2002) ISBN 978-0-9541704-1-7
- Banksy, Cut It Out (2004) ISBN 978-0-9544960-0-5
- Banksy, Wall and Piece (2005) ISBN 978-1-84413-786-2
- Banksy, Pictures of Walls (2005) ISBN 978-0-9551946-0-3

انتشارات رندم هاوس دیوار و صلح را منتشر کرد که مشتمل بر تصاویر کتاب‌های قبلی به علاوه برخی آثار جدید از او است. (این کتاب برای چندین سال جز پرفروش‌ترین کتاب‌های رده کتاب‌های هنری بود)
سه کتاب در مورد او توسط نویسندگان دیگر طی سال‌های ۲۰۰۶، ۲۰۰۷ و ۲۰۱۰ منتشر شدند:
- Steve Wright, Banksy's Bristol: Home Sweet Home (2007) ISBN 978-1-906477-00-4
- Ulrich Blanché, Something to s(pr)ay: Der Street Artivist Banksy. Eine kunstwissenschaftliche Untersuchung (2010) ISBN 978-3-8288-2283-2

## یادداشت
1. ↑  Bristol underground scene
2. ↑  Home Sweet Home
3. ↑  Exit Through the Gift Shop
4. ↑  Bristol's DryBreadZ Crew
5. ↑  Bonhams